# Зграда Народног музеја у Ваљеву
Зграда Народног музеја у Ваљеву, подигнута је 1869. године за потребе основне школе и представља непокретно културно добро као споменик културе од великог значаја.

## Изглед
Здање представља вредан архитектонски објекат у Ваљеву који је, међу првима у овом граду, био сазидан под утицајем западноевропске архитектуре. То је приземна монументална грађевина на којој је репрезентативно обрађен улазни део посебно наглашен пространим тремом са дрвеним и зиданим стубовима, тимпаноном и високим звоником изнад. Фасаде су обрађене у духу закаснелог класицизма. Кров је сложен са бибер црепом као покривачем.
Унутрашњи простор у оригиналној варијанти (данас унутрашњост овог здања је прилагођена потребама изложбеног простора Музеја) био је јасно дефинисан и подељен на делове за дечаке и просторије које су користиле девојчице.